# Brezina (Algeria)
Brezina è un comune dell'Algeria, situato nella provincia di El Bayadh.